# Mundian To Bach Ke
Mundian To Bach Ke è un singolo del cantante britannico Panjabi MC, pubblicato il 18 novembre 2002.

## Descrizione
Il brano è nello stile bhangra, genere di musica indiano contemporaneo. La canzone, cantata in punjabi, usa la linea di basso della sigla della serie televisiva Supercar.

## Successo commerciale
La canzone venne inizialmente pubblicata nel Regno Unito nell'album Legalised di Panjabi Mc nel 1998. Ma è solo nel 2003, parzialmente grazie alla diffusione del brano in internet, che la canzone ottiene un successo incredibile. Soltanto in Germania ha venduto oltre 100 000 copie nei primi due giorni, debuttando alla posizione numero 2. In Italia le sorti del brano sono molto simili, e dopo solo due settimane di permanenza in classifica, balza alla posizione numero 1. La settimana della pubblicazione del disco nel Regno Unito, entra in classifica alla posizione numero 5 della top 40, diventando il primo brano bhangra a raggiungere i vertici della classifica. Mundian To Bach Ke esce anche negli Stati Uniti e in Canada, ottenendo un moderato successo. Le vendite complessive del disco in tutto il mondo sono stimate intorno ai 10 milioni di pezzi, inclusi un disco d'oro in Belgio e quattro di platino in Germania, Italia, Svizzera e India.

## Video musicale
Il videoclip è stato girato a Kuala Lumpur in Malaysia.

## Tracce
1. Mundian to Bach Ke
2. Mundian to Bach Ke (Moonbotica Mix)
3. Mundian to Bach Ke (Banks & Sullivan Oldskool Mix)
4. Mundian to Bach Ke (Instrumental Mix)

## Classifiche
| Classifica (2002-03) | Posizione massima |
| -------------------- | ----------------- |
| Austria              | 2                 |
| Belgio (Fiandre)     | 3                 |
| Belgio (Vallonia)    | 1                 |
| Danimarca            | 5                 |
| Finlandia            | 12                |
| Francia              | 15                |
| Germania             | 2                 |
| Grecia               | 1                 |
| Irlanda              | 14                |
| Italia               | 1                 |
| Norvegia             | 18                |
| Paesi Bassi          | 10                |
| Regno Unito          | 5                 |
| Romania              | 12                |
| Spagna               | 15                |
| Svezia               | 10                |
| Svizzera             | 4                 |
| Ungheria             | 1                 |

## Versione di Navraj Hans e Palak Mucchal
Il 1º marzo 2018 è stata realizzata una cover in lingua hindi con il titolo Mundiyan per il film Baaghi 2, con musiche di Sandeep Shirodkar e testi di Ginny Diwan.